# Nicolas Delsor
Nicolas Delsor, né le 5 octobre 1847 à Strasbourg (Bas-Rhin) et décédé le 20 décembre 1927 dans la même ville, est un ecclésiastique, journaliste et homme politique français.

## Biographie
Ordonné prêtre en 1865, il commence sa carrière comme professeur au grand séminaire de Strasbourg. Il est rapidement connu pour ses prédications et ses conférences. En 1882 il lance une nouvelle série de la Revue catholique d'Alsace qu'il dirige.
Il s'engage en politique et rejoint le mouvement protestataire, qui milite contre la domination allemande. Il passe ensuite au Parti catholique alsacien, dont il devient l'un des dirigeants. Il fonde un quotidien, le Volksfreund, l'actuel Ami Hebdo et se montre un polémiste redoutable, s'attirant même des condamnations pénales pour des articles trop virulents.
Élu au Landtag d'Alsace-Lorraine, il entre en 1898 au Reichstag, où il est député protestataire. Il est sénateur du Bas-Rhin de 1920 à sa mort en 1927, s'investissant beaucoup à la commission de l'enseignement.

## Publications
- Un mot sur une nouvelle orientation politique des catholiques Alsaciens-Lorrains, F. Sutter, Rixheim, 1894, 99 p. (extrait de la Revue catholique d'Alsace)
- (de) Wahlen zum Reichstag : an die Wähler des Wahlkreises Erstim-Molsheim, Rixheim, 1898
- Les Soldats Français morts pour la Patrie à Wissembourg. 1705-1870 : Discours prononcé à l'église de Wissembourg le 16 octobre 1909, Strasbourg, 1909

## Hommages
Une rue de Strasbourg porte son nom dans le quartier du Neuhof. De même une rue de la ville de Marlenheim, dont il était le curé entre 1901 et 1919, porte le numéro "rue de l'Abbé-d'Elsor".